# Vua Nepal
Vua Nepal, theo truyền thống được gọi là Mahārājādhirāja (tiếng Nepal: श्री महाराजधिराज), là nguyên thủ quốc gia và là vua của Nepal từ năm 1768 đến 2008. Ông từng là người đứng đầu nền quân chủ cũ của Nepal—Triều đại Shah. Chế độ quân chủ được thành lập năm 1768 và bị Quốc hội Lập hiến Nepal bãi bỏ vào ngày 28 tháng 5 năm 2008. Các tiểu vương địa phương ở Mustang, Bajhang, Salyan và Jajarkot cũng được bãi bỏ vào tháng 10 cùng năm.

## Lịch sử
Vương quốc Nepal do Prithvi Narayan Shah thành lập vào ngày 25 tháng 9 năm 1768, xuất thân là một vị vua Gorkha đã thành công trong cuộc chiến thống nhất các vương quốc Kathmandu, Patan và Bhaktapur thành một quốc gia duy nhất dưới trướng vương triều Shah của mình. Vương quốc này đã hứng chịu một thất bại lớn trong cuộc chiến tranh Anh-Nepal (1814–1816) chống lại Công ty Đông Ấn Anh. Hòa ước Sugauli được ký kết năm 1816, nhường phần lớn lãnh thổ Nepal gồm Terai và Sikkim, (gần một phần ba nước này), cho người Anh nhằm đổi lấy quyền tự trị của Nepal. Từ năm 1846 đến 1951, quốc gia này trên thực tế nằm dưới sự cai trị của vị Thủ tướng cha truyền con nối từ dòng họ Rana, giảm bớt quyền hành của quốc vương Shah đến mức trở thành một vị vua bù nhìn. Vương quốc Nepal là một nền quân chủ chuyên chế xuyên suốt lịch sử nước này. Tháng 11 năm 1990, sau phong trào Jana Andolan, bản Hiến pháp được thông qua và biến nước này thành nền quân chủ lập hiến. Ngày 13 tháng 2 năm 1996, cuộc nội chiến Nepal do Đảng Cộng sản Nepal (Mao-ít) phát động, với mục đích lật đổ quốc vương và thành lập một nước "Cộng hòa nhân dân". Vào ngày 1 tháng 6 năm 2001, Thái tử Dipendra trong một lần chè chén say sưa đã vác súng bắn chết phụ hoàng là Vua Birendra và Vương hậu Aishwarya, cùng một số thành viên khác trong hoàng tộc. Sau đó, ông tự bắn chính mình. Ngay sau khi xảy ra vụ thảm sát, Dipendra được tôn làm vua trong tình trạng hôn mê, nhưng ông đã qua đời vào ngày 4 tháng 6 năm 2001, sau ba ngày trị vì ngắn ngủi. Chú ông là Hoàng thân Gyanendra, được bổ nhiệm làm nhiếp chính vương trong ba ngày, rồi sau tự mình lên ngôi vua sau khi Dipendra mất. Ngày 1 tháng 2 năm 2005, khi tình hình an ninh xấu đi trong cuộc nội chiến, Vua Gyanendra đã tuyên bố tình trạng khẩn cấp, đình chỉ Hiến pháp và nắm quyền kiểm soát trực tiếp trên toàn quốc. Vào ngày 24 tháng 4 năm 2006, sau phong trào Loktantra Andolan, nhà vua đồng ý từ bỏ quyền lực tuyệt đối và phục hồi lại Viện Dân biểu đã bị giải tán. Ngày 21 tháng 11 năm 2006, cuộc nội chiến kết thúc với việc ký kết Hiệp ước Hòa bình Toàn diện. Vào ngày 15 tháng 1 năm 2007, nhà vua đã bị đình chỉ việc thực thi chức trách của mình bởi cơ quan lập pháp lâm thời vừa mới được thành lập. Cuối cùng, ngày 28 tháng 5 năm 2008, vương quốc đã chính thức bị Quốc hội Lập hiến phế bỏ và nước Cộng hòa Dân chủ Liên bang Nepal được tuyên bố thành lập. Các tiểu vương địa phương ở Mustang, Bajhang, Salyan và Jajarkot cũng được bãi bỏ vào tháng 10 năm 2008.

## Vua Nepal (1768–2008)
| Tên                                                           | Tuổi thọ                                              | Bắt đầu trị vì   | Kết thúc trị vì                 | Ghi chú                            | Dòng dõi | Hình                               |
| ------------------------------------------------------------- | ----------------------------------------------------- | ---------------- | ------------------------------- | ---------------------------------- | -------- | ---------------------------------- |
| Prithvi Narayan Shah - वडामहाराजधिराज पृथ्वीनारायण शाह                   | 7 tháng 1 năm 1723 – 11 tháng 1 năm 1775 (52 tuổi)    | 25 tháng 9 1768  | 11 tháng 1 1775                 | Con của Nara Bhupal Shah           | Shah     | Prithvi Narayan Shah xứ Nepal      |
| Pratap Singh Shah - प्रतापसिंह शाह                                 | 16 tháng 4 năm 1751 – 17 tháng 11 năm 1777 (26 tuổi)  | 11 tháng 1 1775  | 17 tháng 11 1777                | Con của Prithvi Narayan Shah       | Shah     | Pratap Singh Shah xứ Nepal         |
| Rana Bahadur Shah - रण बहादुर शाह                                | 25 tháng 5 năm 1775 – 25 tháng 4 năm 1806 (30 tuổi)   | 17 tháng 11 1777 | 8 tháng 3 1799 (thoái vị)       | Con của Pratap Singh Shah          | Shah     | Rana Bahadur Shah xứ Nepal         |
| Girvan Yuddha Bikram Shah - गीर्वाणयुद्ध विक्रम शाह                   | 19 tháng 10 năm 1797 – 20 tháng 11 năm 1816 (19 tuổi) | 8 tháng 3 1799   | 20 tháng 11 1816                | Con của Rana Bahadur Shah          | Shah     | Girvan Yuddha Bikram Shah xứ Nepal |
| Rajendra Bikram Shah - राजेन्द्र विक्रम शाह                          | 3 tháng 12 năm 1813 – 10 tháng 7 năm 1881 (67 tuổi)   | 20 tháng 11 1816 | 12 tháng 5 1847 (thoái vị)      | Con của Girvan Yuddha Bikram Shah  | Shah     | Rajendra Bikram Shah xứ Nepal      |
| Surendra Bikram Shah - सुरेन्द्र बिक्रम शाह                          | 20 tháng 10 năm 1829 – 17 tháng 5 năm 1881 (51 tuổi)  | 12 tháng 5 1847  | 17 tháng 5 1881                 | Con của Rajendra Bikram Shah       | Shah     | Surendra Bikram Shah xứ Nepal      |
| Prithvi Bir Bikram Shah - पृथ्वी बीर विक्रम शाह                      | 18 tháng 8 năm 1875 – 11 tháng 12 năm 1911 (36 tuổi)  | 17 tháng 5 1881  | 11 tháng 12 1911                | Cháu của Surendra Bikram Shah      | Shah     | Prithvi Bir Bikram Shah xứ Nepal   |
| Tribhuvan Bir Bikram Shah (trị vì lần đầu) - त्रिभुवन वीर विक्रम शाह | 30 tháng 6 năm 1906 – 13 tháng 3 năm 1955 (48 tuổi)   | 11 tháng 12 1911 | 7 tháng 11 1950 (sống lưu vong) | Con của Prithvi Bir Bikram Shah    | Shah     |                                    |
| Gyanendra Bir Bikram Shah (trị vì lần đầu) - ज्ञानेन्द्र शाह        | 7 tháng 7, 1947                                       | 7 tháng 11 1950  | 7 tháng 1 1951 (từ bỏ ngôi vị)  | Cháu của Tribhuvan Bir Bikram Shah | Shah     | Gyanendra Bir Bikram Shah xứ Nepal |
| Tribhuvan Bir Bikram Shah (trị vì lần hai) - त्रिभुवन वीर विक्रम शाह | 30 tháng 6 năm 1906 – 13 tháng 3 năm 1955 (48 tuổi)   | 7 tháng 1 1951   | 13 tháng 3 1955                 | Con của Prithvi Bir Bikram Shah    | Shah     |                                    |
| Mahendra Bir Bikram Shah - महेन्द्र वीर विक्रम शाह                   | 11 tháng 6 năm 1920 – 31 tháng 1 năm 1972 (51 tuổi)   | 14 tháng 3 1955  | 31 tháng 1 1972                 | Con của Tribhuvan Bir Bikram Shah  | Shah     | Mahendra Bir Bikram Shah xứ Nepal  |
| Birendra Bir Bikram Shah - वीरेन्द्र वीर विक्रम शाह                   | 28 tháng 12 năm 1945 – 1 tháng 6 năm 2001 (55 tuổi)   | 31 tháng 1 1972  | 1 tháng 6 2001 (ám sát)         | Con của Mahendra Bir Bikram Shah   | Shah     | Birendra Bir Bikram Shah xứ Nepal  |
| Dipendra Bir Bikram Shah - दीपेन्द्र वीर विक्रम शाह                   | 27 tháng 6 năm 1971 – 4 tháng 6 năm 2001 (29 tuổi)    | 1 tháng 6 2001   | 4 tháng 6 2001 (tự tử)          | Con của Birendra Bir Bikram Shah   | Shah     | Dipendra Bir Bikram Shah xứ Nepal  |
| Gyanendra Bir Bikram Shah (trị vì lần hai) - ज्ञानेन्द्र शाह        | 7 tháng 7, 1947                                       | 4 tháng 6 2001   | 28 tháng 5 2008 (phế truất)     | Con của Mahendra Bir Bikram Shah   | Shah     | Gyanendra Bir Bikram Shah xứ Nepal |

## Hoàng kỳ

Hoàng kỳ Nepal.